# Wadeck Stanczak

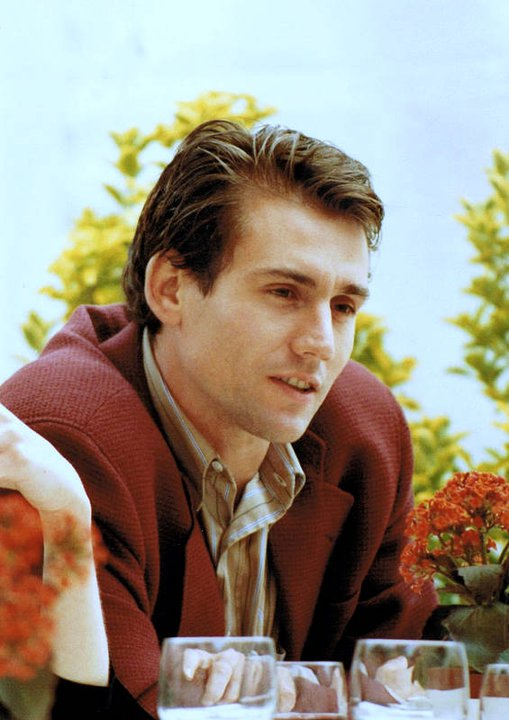
Wadeck Stanczak 1991 in Cannes

Wadeck Stanczak (eigentl. Wadek Wladyslaw Jean André Stanczak, geboren 30. November 1961 in Arpajon) ist ein französischer Schauspieler.

## Leben
Wadeck Stanczak entstammt einer polnischen Familie. Nachdem er erfolgreich in Taekwondo war, arbeitete Wadeck als Barkeeper. Seine Kollegen überredeten ihn zur Teilnahme an einer Show von Johnny Hallyday im Palais du sport. Dort wurde er vom Castingdirektor Dominique Besnehard entdeckt, der einen sanften Hauptdarsteller und Filmbruder von Gérard Klein im Kriegsdrama Les cavaliers de l'orage (1984) suchte. Besnehard war begeistert von seiner sanften Schönheit und lud ihn in sein Büro ein. Wadeck erarbeitete einen Text aus Die Katze auf dem heißen Blechdach und erhielt die Rolle des Ange. Auf sein Filmdebüt an der Seite von Klein, Marlène Jobert und Vittorio Mezzogiorno folgte Hors-la-loi (Outlaws – Die Gesetzlosen) von Robin Davis, „eine langweilige und ebenso langatmige Fluchtgeschichte.“ Es folgte der Fernsehkrimi Piège à flics (Maske des Wahnsinns / Falsches Spiel) von Dominique Othenin-Girard. Dank Hors-la-loi wurde er 1985 von André Téchiné entdeckt, der ihm eine Hauptrolle in Rendez-Vous gab. Als schüchterner Paulot wird er von der Schauspielerin Nina (Juliette Binoche) für den Sexshow-Darsteller Quentin (Lambert Wilson) verlassen. Das Melodram machte die drei Hauptdarsteller zu Stars. Wadeck Stanczak wurde 1986 als Bester Nachwuchsdarsteller mit dem César ausgezeichnet.
André Téchniné besetzte Wadeck Stanczak erneut für Schauplatz des Verbrechens an der Seite von Catherine Deneuve. Wadeck Stanczak war nun etabliert als anmutiger junger Mann im Autorenkino, es folgte Olivier Assayas’ Lebenswut (Desordre) um drei Jugendliche, die einen Ladenbesitzer getötet haben, eine ernste, vielschichtige Studie einer aussichtslosen Rebellion. In Denis Amars Ennemis intimes sind Wadeck Stanczak und Michel Serrault zwei Liebesrivalen, die in einem Haus eingeschlossen von einer Bande terrorisiert werden und sich solidarisieren, in Francesca Comencinis La lumière du lac ist er der tragische Gigolo Marco. Claire Devers' Melodram Chimère (1989) und die Rolle des Benvenuto Cellini in der Cellini-Filmbiographie Una vita scellerata sind weitere Filme, die seinen Ruf als Jungstar festigten. Eine Langfassung des Cellini-Films lief später als Miniserie Benvenuto Cellini – Gold und Blut auch im deutschen Fernsehen.
Neben Kinofilmen wie Casanovas Rückkehr, in dem er als Lorenzi der junge Liebesrivale des gealterten Casanova (Alain Delon) ist, fand er zunehmend im Fernsehen große Rollen. So besetzte ihn Yves Boisset als jungen Boxer Bernie im Thriller Les Carnassiers und als Lucien Bersot in Fürs Vaterland erschossen (Le Pantalon), der auf dem Leben des echten Bersot basiert. Sein Talent zu Charakteren mit dunkler Seite zeigte er 1997 in Alain Jessuas La couleur du diable als junger Maler, dem ein teuflischer Pakt es ermöglicht, Tötungen als Inspiration zu erleben und sie in seinen Bildern zu verewigen.
Furia von Alexandre Aja blieb 1999 sein letzter großer Kinoerfolg. Seit den 2000er Jahren drehte Wadeck Stanczak fürs Fernsehen, so unter anderem in Josée Dayans Les rois maudits (2005). Er spielte in TV-Serien (Paris 16ème) und hat Gastrollen in Krimireihen wie Le juge est une femme. Seine bisher letzte Fernsehrolle war 2012 der Teddy Manet in elf Folgen der Serie Plus belle la vie.

## Filmographie (Auswahl)
- 1984 : Les Cavaliers de l'orage Regie: Gérard Vergez : Ange
- 1984 : Outlaws – Die Gesetzlosen (Hors-la-loi) Regie: Robin Davis : Christian
- 1985 : Rendez-vous Regie: André Téchiné : Paulot
- 1986 : Schauplatz des Verbrechens (Le Lieu du crime) Regie: André Téchiné : Martin
- 1986 : Lebenswut (Désordre) Regie: Olivier Assayas : Yvan
- 1987 : Ennemis intimes Regie: Denis Amar : Paul Tayar
- 1988 : La Lumière du lac Regie: Francesca Comencini : Marco
- 1988 : La Nuit de l'océan Regie: Antoine Perset : Jonathan
- 1989 : Chimère Regie: Claire Devers : Léo
- 1990 : Benvenuto Cellini – Gold und Blut (Una vita scellerata / Cellini, l'or et le sang) Regie: Giacomo Battiato : Benvenuto Cellini
- 1991 : L'Autre Regie: Bernard Giraudeau : der junge Mann
- 1991 : Les Carnassiers Regie: Yves Boisset : Bernie Delorme
- 1991 : Mouche Regie: Marcel Carné (unvollendet)
- 1992 : Casanovas Rückkehr Regie: Édouard Niermans : Lorenzi
- 1992 : La Vie crevée Regie: Guillaume Nicloux :
- 1995 : Spion in Schwarz (Missus) : Regie: Alberto Negrin : Major Pozarski
- 1996 : C'est jamais loin Regie: Alain Centonze : Christian Chapuis
- 1997 : Les Couleurs du diable Regie: Alain Jessua : Nicolas
- 1997 : Fürs Vaterland erschossen (Le Pantalon) Regie: Yves Boisset : Lucien Bersot
- 1999 : Brigade des mineurs Regie: Michaëla Watteaux : Stéphane Delage
- 1999 : Retour à Fonteyne Regie: Philomène Esposito : Guillaume
- 2000 : Là-bas, mon pays Regie: Alexandre Arcady : Francis
- 2000 : Furia Regie: Alexandre Aja : Laurence
- 2005 : Les rois maudits Regie: Josée Dayan : Connétable Gaucher
- 2009 : Paris 16e, TV-Serie : Alfred Saint-Faye
- 2012 : Plus belle la vie TV-Serie : Teddy